# Murasame (schip, 1935)
De Murasame (Japans: 村雨, Regen in de herfst) was een torpedobootjager van de Shiratsuyu-klasse die dienst deed bij de Japanse Keizerlijke Marine van 1937 tot 1943. 

## Ontwerp
De Murasame beschikte over twee turbines, aangedreven door drie ketels. Dit gaf het schip een machinevermogen van 31.000 kW, waarmee het een maximumsnelheid van 34 knopen kon halen.
De primaire bewapening bestond uit vijf 127 mm kanonnen, waarvan twee verdeeld in dubbele geschuttorens en één in een enkele. Verder beschikte het schip over driemaal Type 96 luchtafweergeschut, acht 610 mm torpedobuizen en zestien dieptebommen.

## Dienst
De Murasame heeft vooral dienst gedaan in 1942, waar hij meedeed in de Slag bij Tarrakan, de beruchte Slag in de Javazee, de Slag bij Midway, de Zeeslag bij de Oostelijke Salomonseilanden, de Zeeslag bij de Santa Cruzeilanden en de Slag bij Guadalcanal. Nadat het schip op 4 maart 1943 de Amerikaanse onderzeeboot USS Grampus tot zinken bracht, werd het aangevallen door een aantal Amerikaanse kruisers en torpedobootjagers. Nadat een projectiel afkomstig van de torpedobootjager USS Waller een enorme explosie veroorzaakte op het schip, zonk het razendsnel. 128 bemanningsleden kwamen om en slechts 53, waaronder commandant Tanegashima, overleefden de strijd.